# 간다이마에역
간다이 앞역(일본어: 関大前駅, かんだいまええき)은 일본 오사카부 스이타시에 소재하는 한큐 전철 센리 선의 역이다. 역 번호는 HK-91이다.

## 역사
1964년, 역간 거리가 짧은 가단마치와 대학 앞의 두 역을 통합, 옛 역의 거의 중간 지점에 신설된 역이다. 가단마치 역은 개통 당초 기타오사카 전기철도가 개업한 센리 산 화단(후, 센리야마 공원) 근처역으로써 피서 인파로 붐볐으나, 전후, 유원지는 폐쇄되어 터는 간사이 대학 제일 중・고등학교 부지로 전용되고 통학 승객 승하차하는 역으로 변모하였다. 그 과정에서 다음과 같이 통합까지 역 명이 혼란스레 바뀌었고, 일본에서 역명을 가장 많이 변경한 역으로 알려졌다.
- 1921년 10월 26일: 기타오사카 전기철도 도요쓰 ~ 센리야마 역간 연장 개통과 동시에 가단마에역으로 영업 개시.
- 1922년 4월 17일: 가단마에 ~ 센리야마 역 사이에 대학 앞역 개업.
- 1923년 4월 1일: 노선 양도에 의하여 신케이한 철도역이 됨.
- 1930년 9월 15일: 회사 합병으로 게이한 전기철도 센리야마 선의 역이 됨.
- 1938년 9월 15일: 가단마에 역을 센리야마 유원지 역으로 역명 변경.
- 1943년
  - 10월 1일: 회사 합병으로 두 역이 모두 게이한신 급행전철(현, 한큐 전철)의 역이 됨.
  - 12월 1일: 센리야마 유원지 역을 센리야마 후생원 역으로 역명 변경.
- 1946년 4월 7일: 센리야마 후생원 역을 다시 센리야마 유원지 역으로 역명 변경.
- 1950년 8월 1일: 센리야마 유원지 역을 여자 학원 앞역으로 역명 변경.
- 1951년 4월 1일: 여자 학원 앞역을 가단마치역으로 역명 변경.
- 1964년 4월 10일: 가단마치 역과 대학 앞역을 통합하고 간다이 앞역 개업.
- 1967년 3월 1일: 센리야마 선이 센리 선으로 노선명이 변경되어 당역도 본 소속이 됨.

## 역 구조
상대식 승강장 2면 2선의 지상역이다. 분기기, 절대 신호가 없어 정류장으로 분류된다. 동쪽으로 약간 굽어진 커브를 그린 선형을 갖는다. 개찰구는 남북의 지하에 각 1개소가 있고, 각각 역의 동서 양쪽으로 나갈 수 있다. 모두 에스컬레이터는 설치되지 않았지만, 남쪽에는 개찰구와 버스, 동서 양쪽으로 출입구와 개찰을 각각 연결하는 엘리베이터가 설치되어 있다.
간사이 대학(제1학사 이외)은 남쪽 출입구를 나오면 가까운 캠퍼스로 향하는 에스컬레이터가 정비되어 있다(운전 중지의 경우도 있음). 역무원은 북쪽 개찰구에 배치되어 있다.
역 바로 위에 메이신 고속도로가 지나간다.

### 승강장
| 서 | ■ 센리 선(하행) | 야마다・기타센리 방면                                  |
| 동 | ■ 센리 선(상행) | 오사카 (우메다)・덴가차야・교토・고베・다카라즈카 방면 |

- 한큐 전철에서는 역에 기본적으로 두 선까지는 역 번호를 설정하지 않는다. 다만, 우등 열차 정차역 및 최근 고가화 또는 대폭 개축된 역은 그렇지 아니하다.

## 역 주변
- 간사이 대학 센리야마 캠퍼스(학부에 따라서는 도보 10분 이상 걸림) - 역 동쪽 출입구부터 대학 정문으로 가는 거리의 일대는 "간다이 앞 거리"로 불리고[1]

, 서점・음식점・게임 센터 같은 학생들이 이용하는 수 많은 가게가 입지하는 간사이 유수의 대학가이다.
- 간사이 대학 제일 중・고등학교
- 스이타 센리야마니시 우체국
- 센리 종합 그라운드(닛폰 생명 센리야마 그라운드)

## 사진

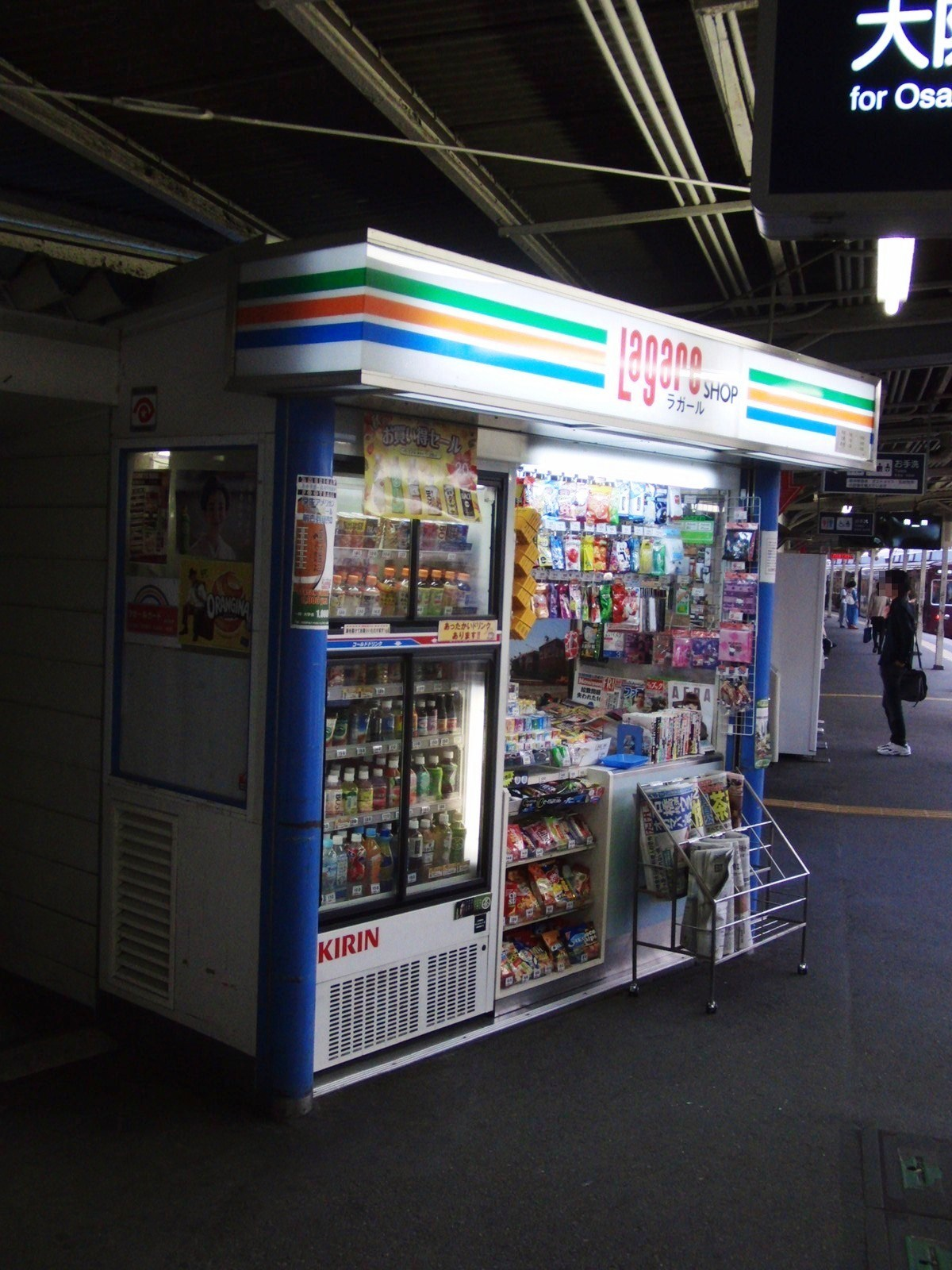
역 내 Lagare숍
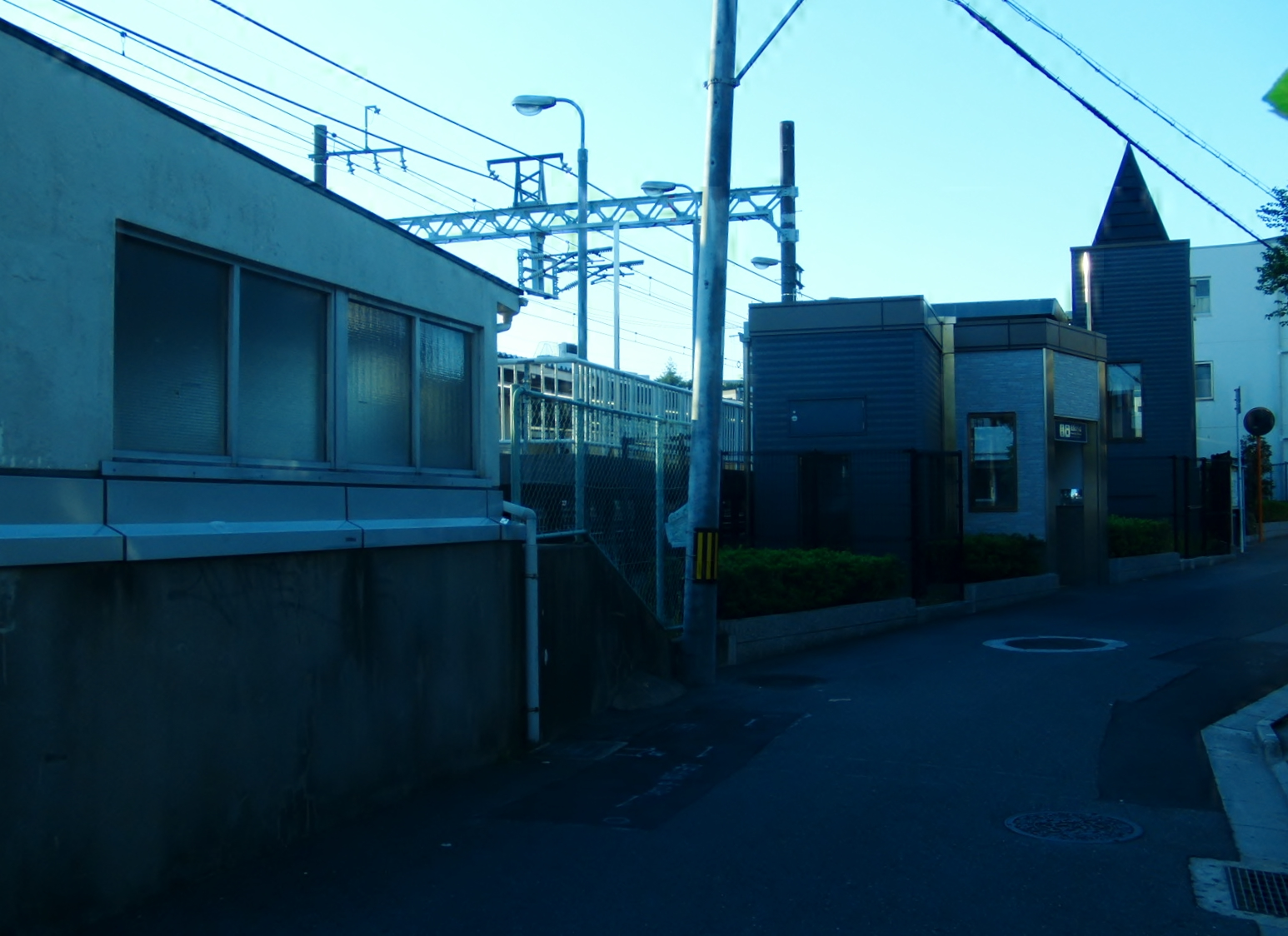
엘리베이터
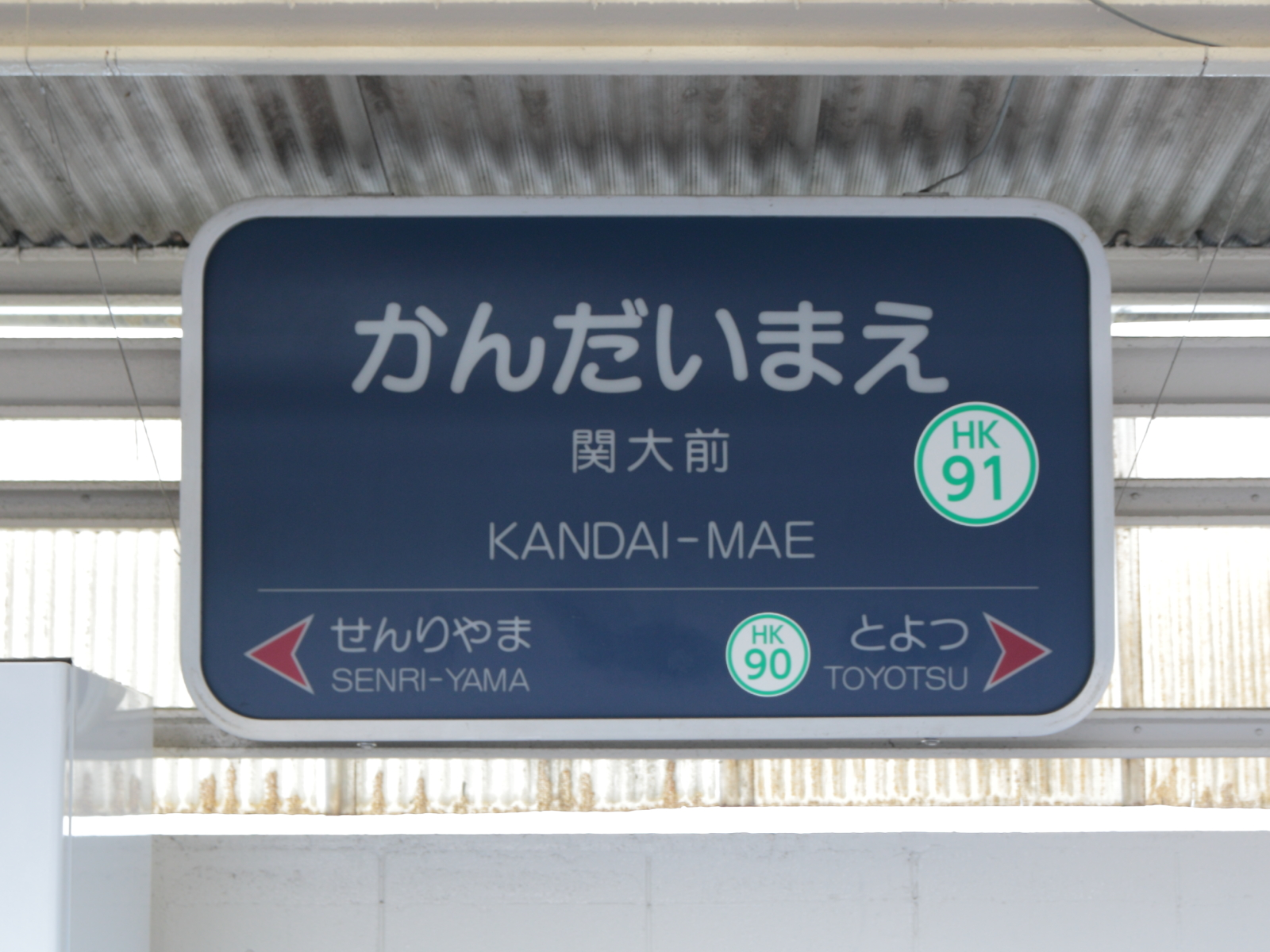
역명판

## 인접역
| 한큐 전철 ■ 센리 선                  | 한큐 전철 ■ 센리 선 | 한큐 전철 ■ 센리 선          |
| ------------------------------------ | ------------------- | ---------------------------- |
| HK-90 도요쓰 덴진바시스지 6초메 방면 |                     | 센리야마 HK-92 기타센리 방면 |